# Gina Bass
Gina Mariam Bass Bittaye (née le 3 mai 1995) est une athlète gambienne, spécialiste du sprint.

## Biographie
Elle remporte la médaille de bronze du 200 mètres lors des championnats d'Afrique 2016, à Durban, en portant son record personnel à 22 s 92. Elle est désignée porte-drapeau de la délégation sportive gambienne aux jeux olympiques d'été de 2016.
Le 27 août 2019, elle remporte la médaille d'argent des Jeux africains de Rabat sur 100 m et porte son record personnel et national à 11 s 13, malgré un très fort vent de face (- 1,2 m/s), derrière Marie-Josée Ta Lou (11 s 09). Lors des demi-finales du 200 m, elle bat son record personnel et national en 22 s 76 (- 0,1 m/s). En finale, elle remporte à la surprise générale la médaille d'or en améliorant à nouveau son record en 22 s 58 (+ 1,8 m/s), et bat l'Egyptienne Bassant Hemida (22 s 89) et la favorite Marie-Josée Ta Lou (23 s 00).
Elle se classe 6e des championnats du monde 2019 à Doha sur 200 m en 22 s 71.
En 2022 elle devient championne d'Afrique sur 100 m à Saint-Pierre, dans le temps de 11 s 06 avec un vent favorable de 4,8 m/s. En demi-finales elle avait amélioré son record national en réalisant 11 s 08 par vent régulier. Dans ces championnats, elle remporte aussi le bronze sur le relais 4 × 100 mètres. Elle conserve son titre sur 100 m en 2024 avec un temps de 11 s 14.
Elle est nommée porte-drapeau de la délégation de la Gambie aux Jeux olympiques d'été de 2024 à Paris aux côtés du judoka Faye Njie.

## Palmarès
| Date | Compétition                     | Lieu         | Résultat | Épreuve   | Temps       |
| ---- | ------------------------------- | ------------ | -------- | --------- | ----------- |
| 2016 | Championnats d'Afrique          | Durban       | 3e       | 200 m     | 22 s 92     |
| 2017 | Jeux de la solidarité islamique | Bakou        | 1re      | 100 m     | 11 s 56     |
| 2017 | Jeux de la solidarité islamique | Bakou        | 2e       | 200 m     | 23 s 15     |
| 2018 | Championnats d'Afrique          | Asaba        | 8e       | 100 m     | 11 s 85     |
| 2019 | Jeux africains                  | Rabat        | 2e       | 100 m     | 11 s 13     |
| 2019 | Jeux africains                  | Rabat        | 1re      | 200 m     | 22 s 58     |
| 2019 | Championnats du monde           | Doha         | 6e       | 200 m     | 22 s 71     |
| 2022 | Championnats d'Afrique          | Saint-Pierre | 1re      | 100 m     | 11 s 06 (w) |
| 2022 | Championnats d'Afrique          | Saint-Pierre | 3e       | 4 x 100 m | 44 s 97     |
| 2022 | Jeux du Commonwealth            | Birmingham   | 5e       | 200 m     | 23 s 13     |
| 2022 | Jeux de la solidarité islamique | Konya        | 1re      | 200 m     | 22 s 63     |
| 2022 | Jeux de la solidarité islamique | Konya        | 1re      | 4 x 100 m | 43 s 83     |
| 2024 | Jeux africains                  | Accra        | 1re      | 100 m     | 11 s 36     |
| 2024 | Jeux africains                  | Accra        | 1re      | 200 m     | 23 s 13     |
| 2024 | Championnats d'Afrique          | Douala       | 1re      | 100 m     | 11 s 14     |

## Records
| Épreuve | Temps        | Lieu           | Date            |
| ------- | ------------ | -------------- | --------------- |
| 60 m    | 7 s 11 (NR)  | Liévin         | 19 février 2020 |
| 100 m   | 10 s 93 (NR) | Fort-de-France | 18 mai 2024     |
| 200 m   | 22 s 58 (NR) | Rabat          | 30 août 2019    |